# Blanchetia
 Blanchetia Augustin Pyramus de Candolle, 1836 è un genere di piante angiosperme dicotiledoni della famiglia delle Asteraceae.

## Etimologia
Il nome scientifico del genere è stato definito per la prima volta dal botanico Augustin Pyramus de Candolle (1778-1841) nella pubblicazione Prodromus Systematis Naturalis Regni Vegetabilis (Prodr. [A. P. de Candolle] 5: 75) del 1836.

## Descrizione
Le specie di questa voce sono delle piante con cicli biologici perenni con habitus di tipo arbustivo (a volte subdecombenti). L'indumento è pubescente per peli di vario tipo: lunghi e scuri multicellulari o pallidi del tipo stellato. Gli organi interni di queste piante contengono lattoni sesquiterpenici.
Le foglie lungo il caule sono disposte in modo alterno con brevi piccioli senza guaina. La forma è intera più o meno ellittica con apici acuti e base attenuata. I margini sono interi ma seghettati o dentati e piatti (non revoluti). La consistenza delle foglie varia da papiracea a subcoriacea; la pagina fogliare è scolorita. Le venature sono pennate o disposte in modo sublongitudinale.
Le infiorescenze, terminali o ascellari, sono formate da capolini sia sessili che peduncolati, singoli o raggruppati in corimbi/pannocchie. Le infiorescenze sono avvolte in brattee fogliacee. I capolini sono composti da un involucro ovoidale formato da 25 - 30 brattee fortemente embricate su 3 - 4 serie che fanno da protezione al ricettacolo sul quale s'inseriscono i fiori tubulosi. Le brattee sono persistenti e pubescenti. Il ricettacolo, diviso in sottili partizioni, normalmente è nudo (senza pagliette).
I fiori, da 5 a 10 per capolino, sono tetra-ciclici (ossia sono presenti 4 verticilli: calice – corolla – androceo – gineceo) e pentameri (ogni verticillo ha in genere 5 elementi). I fiori sono inoltre ermafroditi e actinomorfi (raramente possono essere zigomorfi).
- Formula fiorale:

*/x K {\displaystyle \infty }, [C (5), A (5)], G 2 (infero), achenio
- Calice: i sepali del calice sono ridotti ad una coroncina di squame.
- Corolla: le corolle sono formate da un lungo tubo terminante in 5 lobi; il colore è crema; la superficie dei lobi è glabra.
- Androceo: gli stami sono 5 con filamenti liberi e distinti, mentre le antere sono saldate in un manicotto (o tubo) circondante lo stilo.[4] Le antere, sagittate e sprovviste di ghiandole, non sono caudate (ma hanno speroni); le appendici apicali in genere sono glabre e indurite. Il polline è tricolporato (con tre aperture sia di tipo a fessura che tipo isodiametrica o poro), echinato (con punte) e non "lophato".[11]
- Gineceo: lo stilo è filiforme e privo di nodi. Gli stigmi dello stilo sono due divergenti con la superficie stigmatica posizionata internamente (vicino alla base). La pubescenza è del tipo a spazzola con peli appuntiti.[12] L'ovario è infero uniloculare formato da 2 carpelli.

I frutti sono degli acheni con pappo. Gli acheni, a forma più o meno prismatica, hanno 10 coste con la superficie glabra. All'interno si può trovare del tessuto di tipo idioblasto e rafidi di tipo subquadrato; raramente è presente il tessuto tipo fitomelanina. Il "carpopodium" (carpoforo) è poco appariscente. Il pappo, uni o biseriato, è formato da 20 setole appiattite e decidue.

## Biologia
- Impollinazione: l'impollinazione avviene tramite insetti (impollinazione entomogama tramite farfalle diurne e notturne).
- Riproduzione: la fecondazione avviene fondamentalmente tramite l'impollinazione dei fiori (vedi sopra).
- Dispersione: i semi (gli acheni) cadendo a terra sono successivamente dispersi soprattutto da insetti tipo formiche (disseminazione mirmecoria). In questo tipo di piante avviene anche un altro tipo di dispersione: zoocoria. Infatti gli uncini delle brattee dell'involucro si agganciano ai peli degli animali di passaggio disperdendo così anche su lunghe distanze i semi della pianta.

## Distribuzione e habitat
La distribuzione delle piante di questa voce è relativa al Brasile.

## Tassonomia
La famiglia di appartenenza di questa voce (Asteraceae o Compositae, nomen conservandum) probabilmente originaria del Sud America, è la più numerosa del mondo vegetale, comprende oltre 23 000 specie distribuite su 1 535 generi, oppure 22 750 specie e 1 530 generi secondo altre fonti (una delle checklist più aggiornata elenca fino a 1 679 generi). La famiglia attualmente (2021) è divisa in 16 sottofamiglie.

### Filogenesi
Le specie di questo gruppo appartengono alla sottotribù Lychnophorinae descritta all'interno della tribù Vernonieae Cass. della sottofamiglia Vernonioideae Lindl.. Questa classificazione è stata ottenuta ultimamente con le analisi del DNA delle varie specie del gruppo. Da un punto di vista filogenetico in base alle ultime analisi sul DNA la tribù Vernonieae è risultata divisa in due grandi cladi: Muovo Mondo e Vecchio Mondo. I generi di Lychnophorinae appartengono al clade relativo all'America.
La sottotribù, e quindi i suoi generi, si distingue per i seguenti caratteri:
- le infiorescenze raramente sono spicate (a forma di spiga);
- i capolini in genere sono grandi;
- le corolle sono prive di ghiandole stipitate;
- il polline non è "lophato";
- negli acheni sono sempre presenti i rafidi di tipo subquadrato.

In precedenza la tribù Vernonieae, e quindi la sottotribù (Lychnophorinae) di questo genere, era descritta all'interno della sottofamiglia Cichorioideae.  Il genere di questa voce in passato era descritto nella sottotribù Piptocarphinae. Nell'ambito della tribù, la sottotribù Lychnophorinae occupa, da un punto di vista filogenetico, una posizione vicina al "core" (si è evoluta tardivamente rispetto alle altre sottotribù) ed è vicina alle sottotribù Vernoninae e Chrestinae. Questo genere, nella filogenesi della sottotribù, occupa una posizione abbastanza "basale" e rappresenta una delle prime diversificazioni del gruppo ed è vicino ai generi Centratherum Cass., Albertinia  Spreng e Gorceixia Baker. In particolare con il genere Gorceixia potrebbe formare un "gruppo fratello".
I caratteri distintivi per le specie di questo genere (Blanchetia) sono:
- il portamento è arbustivo con steli non alati;
- sono presenti sia peli lunghi e scuri multicellulari che pallidi del tipo stellato;
- le infiorescenze ascellari ai nodi (gli internodi sono corti) sono diritte;
- l'involucro ha la forma ovoidale;
- il ricettacolo è sezionato in più parti;
- il pappo è formato da 20 setole appiattite.

Il numero cromosomico delle specie di questo genere è: 2n = 46.

### Elenco delle specie
Questo genere ha 2 specie:
- Blanchetia coronata (G.M.Barroso) Loeuille & Pirani
- Blanchetia heterotricha  DC.

Le due specie di questo genere sono distinte dai seguenti caratteri:
- B. heterotricha: gli arbusti hanno un portamento eretto; i fiori per capolino sono 8 -10; il pappo è uniseriato.
- B. coronata: gli arbusti hanno un portamento decombente; i fiori per capolino sono 5; il pappo è biseriato.

### Sinonimi
Sono elencati alcuni sinonimi per questa entità:
- Irwinia G.M.Barroso

In alcune trattazioni le due specie di questo genere vengono suddivise tra i due generi monotipo Blanchetia e Irwinia. Ma le comuni caratteristiche (tipo di tricomi, forma dell'involucro e altro) non giustificano tale collocazione.